# Gavi (fotbollsspelare)
Pablo Martín Páez Gavira, född 5 augusti 2004, känd som Gavi, är en spansk fotbollsspelare som spelar för FC Barcelona i La Liga. Han representerar även det spanska landslaget.

## Klubbkarriär

### Tidig karriär
Gavi föddes i Los Palacios y Villafranca i Andalusien, som ung började han spela i det lokala laget Liara Balompié som han 2014 lämnade för spel i Real Betis ungdomsakademi. Gavi imponerade stort i Betis vilket gjorde att klubbar som Villarreal, Real Madrid och Atlético Madrid fick upp ögonen för honom.

### Barcelona

#### Ungdom
2015, i 11-årsåldern, skrev Gavi på för Barcelona.
I september 2020 skrev han på sitt första proffskontrakt med klubben och flyttades upp direkt från U16-laget till U19-laget. Han debuterade för Barcelona B den 21 februari 2021 i en 6–0-vinst över L'Hospitalet, där han blev inbytt i den 77:e minuten mot Nico Gonzáles.

#### Säsongen 2021/22
Efter att ha spelat två matcher med Barcelona B föregående säsong och imponerat, fick Gavi chansen att spela för a-laget i försäsongsmatcherna inför säsongen 2021/2022. Efter bra prestationer i matcherna mot Gimnàstic Tarragona och Girona rapporterades Gavi tagit sig före Riqui Puig i Koemans laguttagningar. Han fortsatte sin goda form i en 3–0-seger över VfB Stuttgart, där han efter matchen blev jämförd med klubblegendaren Xavi.
Gavi debuterade i La Liga den 29 augusti 2021 i en 2–1-vinst över Getafe, där han blev inbytt i den 73:e minuten mot Sergio Roberto. Den 18 december 2021 gjorde han sitt första mål i Barcelona-tröjan, i en hemmamatch mot Elche som slutade 3–2.

## Landslagskarriär
Gavi har representerat Spanien på flera ungdomsnivåer.
Den 30 september 2021 blev Gavi mycket överraskande uppkallad till A-landslaget av förbundskapten Luis Enrique. Han debuterade för Spanien den 6 oktober i semifinal-vinsten mot Italien i Uefa Nations League, han blev därmed den yngste spelaren någonsin att spela för landslaget. I finalen mot Frankrike den 10 oktober förlorade Spanien med 2–1.
Den 23 november 2022 blev Gavi med sina 18 år och 110 dagar, historisk som Spaniens yngste VM-spelare någonsin. Han blev också den yngsta målskytten i ett VM sedan Pelé 1958, då han gjorde Spaniens 5-0 mål i 7-0 segern mot  Costa Rica. Bara Pelé och mexikanen Manuel Rosas, som gjorde det första straffmålet någonsin i ett VM i Uruguay 1930 har varit yngre.